# Thylogale browni
Il pademelon di Brown (Thylogale browni Ramsay, 1877) è una specie di marsupiale della famiglia dei Macropodidi. È diffuso nelle foreste pluviali e nelle savane della Nuova Guinea orientale e di alcune isolette vicine, dal livello del mare fino ai 2000 m; vive anche nell'Arcipelago di Bismarck. È minacciato dalla deforestazione.